# オオモンシロナガカメムシ
オオモンシロナガカメムシ Metochus abbreviatus はヒョウタンナガカメムシ科の昆虫の1つ。この類では大柄な方で、森林の地上に生息し、黒褐色の細長い体に前翅に大きな白い斑紋がある。

## 特徴
体長10～12mm程度のカメムシで、この類では大型で細長い体格をしている。体全体、地色は黒である。頭部は黒くて前方に突出する。前方に近い部分には褐色の微毛がある。複眼は黒く、単眼は紅色をしている。触角は第1節が最も短くて太くなっており、第2節は最も長く、それより先、次第に短くなる。触角の色は基本的には黒褐色だが先端の第4節は基部側の半分が黄白色となっている。前胸背は黒褐色で長い剛毛がまばらに生えている。全体としては後ろに向かって多少幅広くなっているが、前方から長さの2/3のところでややくびれたように幅が狭くなっている。この部分の側面の部分は褐色を帯びることが多い。またその後方の中央付近には不明瞭な淡い色の斑紋がある。小楯板は細長く、黒褐色で後ろの端の部分が黄白色となっている。前翅は全体には黒褐色で、基部側の鞘翅の部分の前の縁と先端に黄白色の斑紋があり、特に先端のものは三角形で大きい。また鞘部の基部近くには不規則な小さい白い斑紋がある。先端側の膜質部は暗褐色で、先端近くには淡い色の雲状の斑紋があり、また革質部の先端に接する部分には小さな白い斑紋がある。体の下面は黒褐色で、歩脚も全体には黒褐色で、ただしそれぞれに転節と腿節の基部までは黄褐色となっている。また前脚の腿節の外側に2つの棘状突起がある。

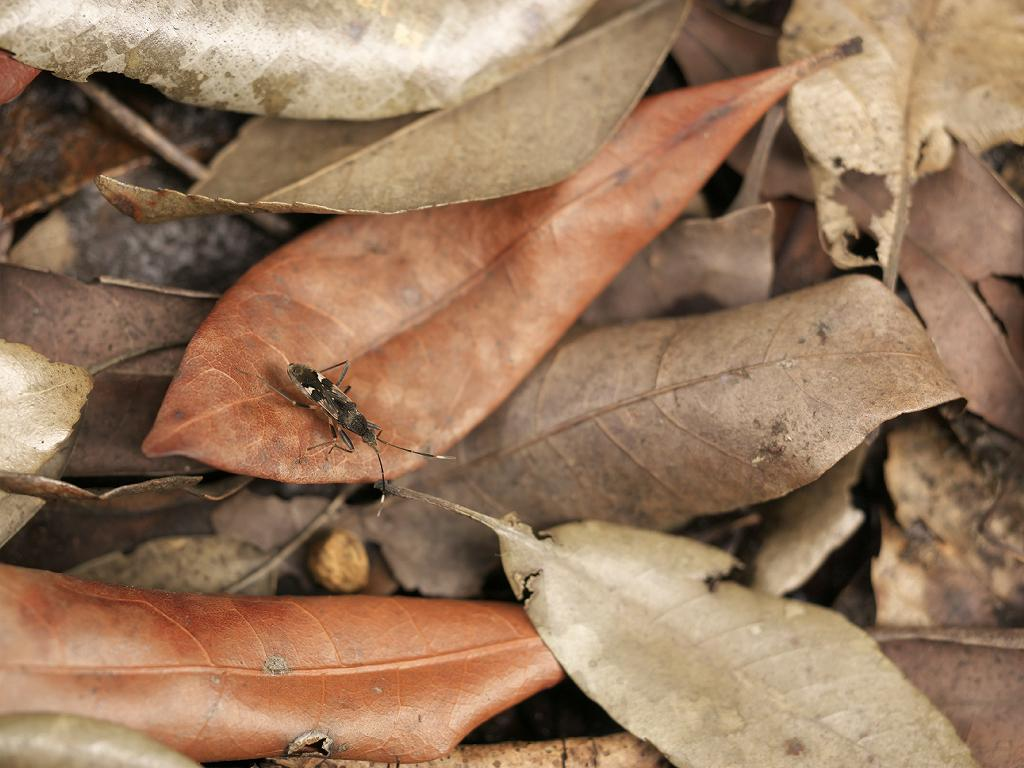
落ち葉の上を歩く姿
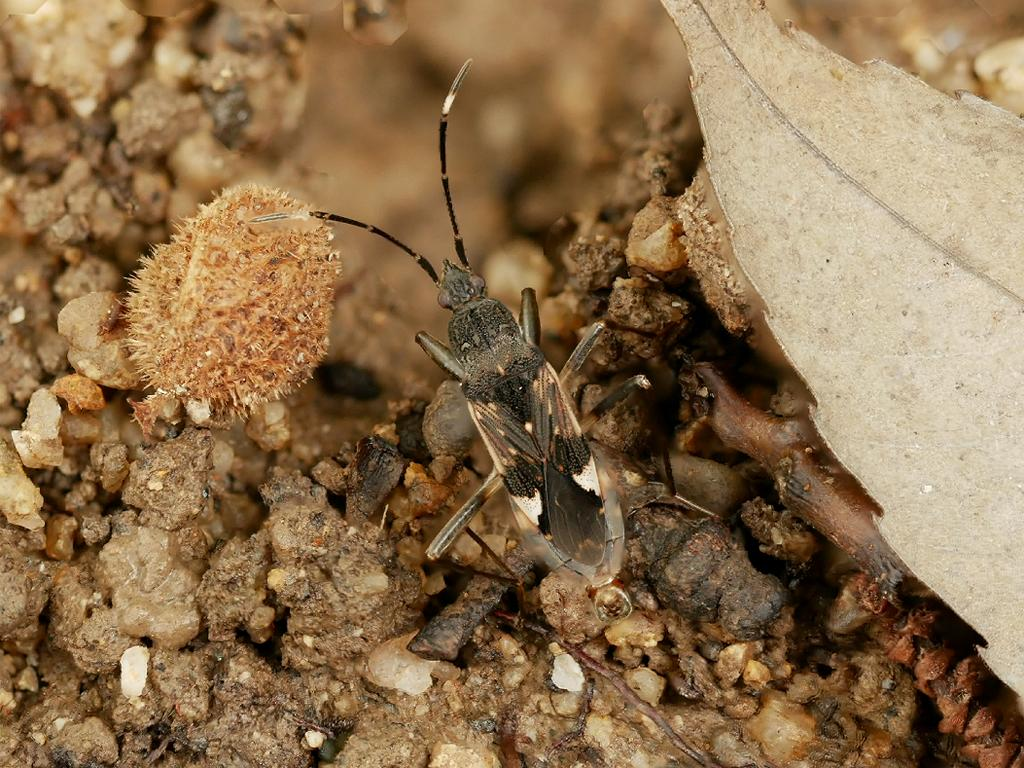
この場所はヤマモモの種子が多数散乱していた

## 分布
日本では本州、四国、九州、伊豆諸島の八丈島、壱岐、対馬、トカラ列島の横当島、奄美大島、喜界島、徳之島、小笠原諸島の父島に分布し、また石川他編(2012)は沖縄本島と慶良間諸島の慶留間島を分布地として取り上げて入るがこの二カ所には疑問符をつけている。国外では台湾、中国、朝鮮半島から知られる。

## 習性など
出現時期は3～11月とほぼ通年にわたってみられる。森林の地表で見られ、行動は活発で、植物の実の落下したものや地下茎などから汁を吸う。腐った果実や落下種子を専門に食べる、との指摘もある。昆虫の死骸や糞なども食べることがある。
もっぱら地表を徘徊するもので、他のナガカメムシ類のように植物の上に登ることはほとんどないという。また夜間に灯火に飛来することもある。

## 分類など
本種の属するオオモンシロナガカメムシ属は東洋区と東アジアにかけて約15種が知られ、日本からは3種の報告があるが、確実なのは以下の種のみとされている。
- M. uniguttatus オオモンクロナガカメムシ：本種と同大ほぼ同型のもので、背面の毛がまばらでなく密生していること、触角宇野第4節の基部側が黄白色なのでなく、幅の狭い黄白色の輪状の斑紋となっていること、前翅の革質部の基部側半分ほどが全体に黄白色になっていることなどで判別できる。琉球列島から東洋区にかけて広く分布する種である。